# يوجين غارفيلد
يوجين غارفيلد (بالإنجليزية: Eugene Garfield) هو أمين مكتبة وعالم حاسوب أمريكي، ولد في 16 سبتمبر 1925 في نيويورك في الولايات المتحدة، وتوفي في 26 فبراير 2017 في فيلادلفيا في الولايات المتحدة بسبب نوبة قلبية.